# 亀ヶ岡文化

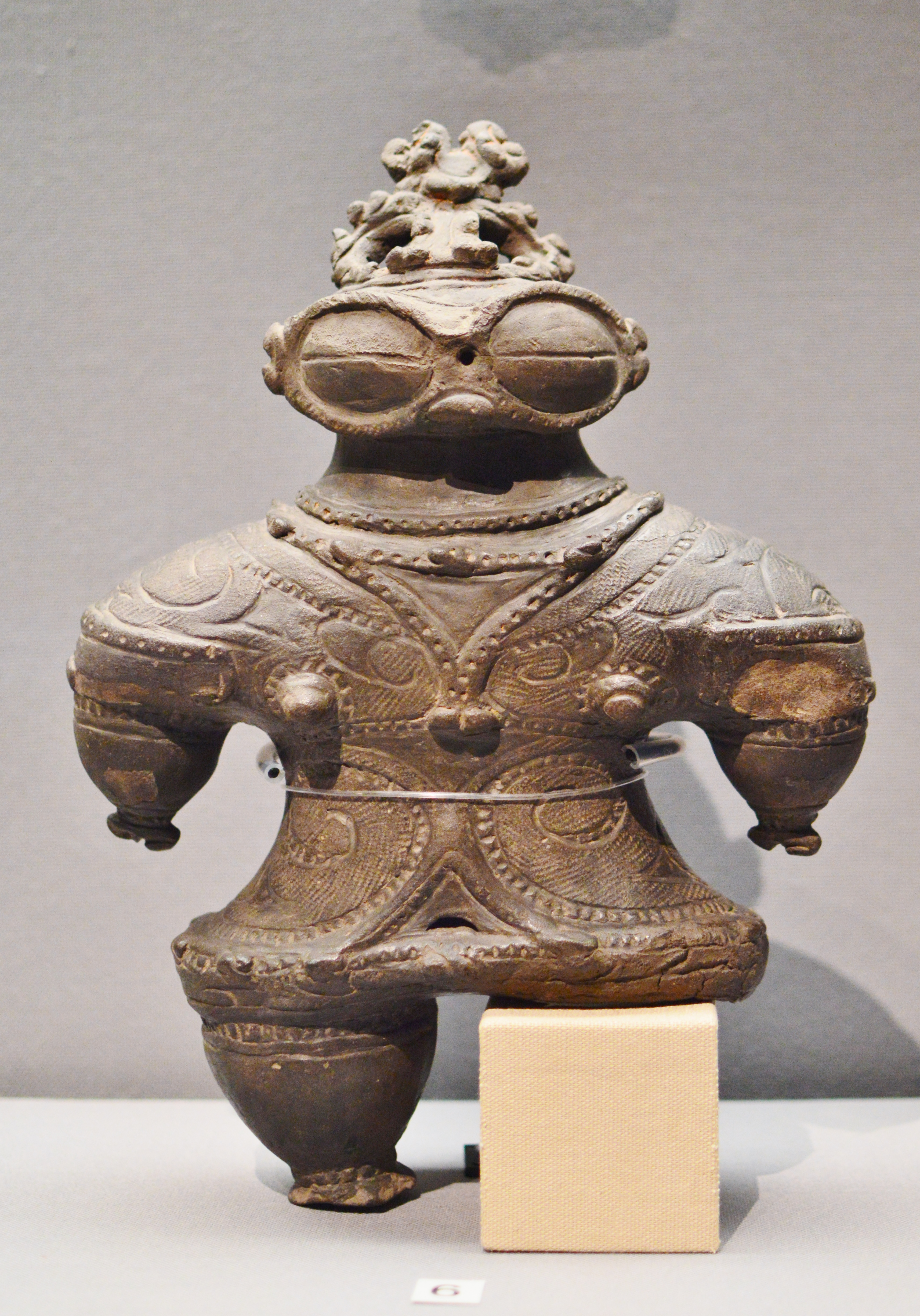
遮光器土偶
亀ヶ岡遺跡出土

亀ヶ岡文化（かめがおかぶんか）とは、縄文時代晩期（約3100年前から2400年前）に北海道渡島半島から東北地方に展開した縄文文化のひとつ。縄文時代中期以降の寒冷化により日本列島全体の人口が減少するなかにあって有数の人口密度をもち、遮光器土偶を始めとする特徴ある祭祀遺物をもつことが特色である。名称は亀ヶ岡遺跡に因む。

## 概要
亀ヶ岡文化圏は東北地方を中心として北緯38度から42度付近までの範囲とされる。指標となる亀ヶ岡式土器は強い斉一性をもつことが特徴で、北海道稚内市から福岡県福岡市まで広く出土するほか、亀ヶ岡文化圏の周辺部では隣接文化との融合がみられる。文化圏外から出土する亀ヶ岡式土器の多くは現地で生産された模倣品と思われるが、交換財とみられる装飾性の高い土器もみられ、広い範囲と交易を行っていたと考えられている。いっぽうで亀ヶ岡文化圏内では他地域から流入した土器はほとんど確認されておらず、周辺地域からの文化的影響は極めて限定的であったと考えられる。また文化圏は時期によっても変遷があり、縄文晩期前半には関東以西への影響が顕著であったが、晩期中葉以降には文化圏が北上し、影響範囲も北への進出していく傾向がみられる。
亀ヶ岡文化で特徴となるのが祭祀具で、土偶・土版・土製仮面・動物型土製品・岩偶・岩版・石冠・石刀・石棒・独鈷石など、豊富な祭祀具が確認されている。なかでも土偶と岩偶の出土点数は、岩手県を中心とした北東北（北部亀ヶ岡文化圏）に中心性がみられ、特徴的な文様を施した内反り石刀や玉象嵌土製品などの分布にも南北差が確認されている。
また土器を中心に日用品にも丁寧な装飾が施されている。そうした日用品の装飾は使用状態では見えなくなるデザインがあることや、壊れる前に廃棄したと思われる出土品があることも特徴で、目的を持った装飾ではなく、装飾を施す行為自体が重要な意味を持っていたとする見解もある。
そのほかの特徴として、他の時代・地域に比べて漆製品が多いことが挙げられる。漆は生成漆にベンガラや水銀朱を混ぜた赤漆で、赤の発色を良くするため下塗りに炭を混ぜた黒漆を用いるなど工夫もみられる。漆生産にはウルシの管理など高度な技術が必要であり、専業集団が交易品として生産していた、もしくは集団内に漆専業者が存在した可能性が指摘されている。
マルクス主義歴史学が主流となった戦後歴史学では、装飾性の高い工芸品をもつ亀ヶ岡文化と食料生産に労働力を振り向けた弥生文化と対比させ、狩猟採集社会が行き詰ったとする「縄文社会食いつめ論」が主流となったが、これを実証する考古学的データは示されていない。東北最古の弥生土器である砂沢式土器は、亀ヶ岡式系土器である大洞A'式土器と極めて似ており、亀ヶ岡文化は水田稲作の伝来と共に弥生文化へ移行したと考えられる。いっぽうで狩猟・採集に特化した人々は続縄文文化へと移行したとする見方もある。

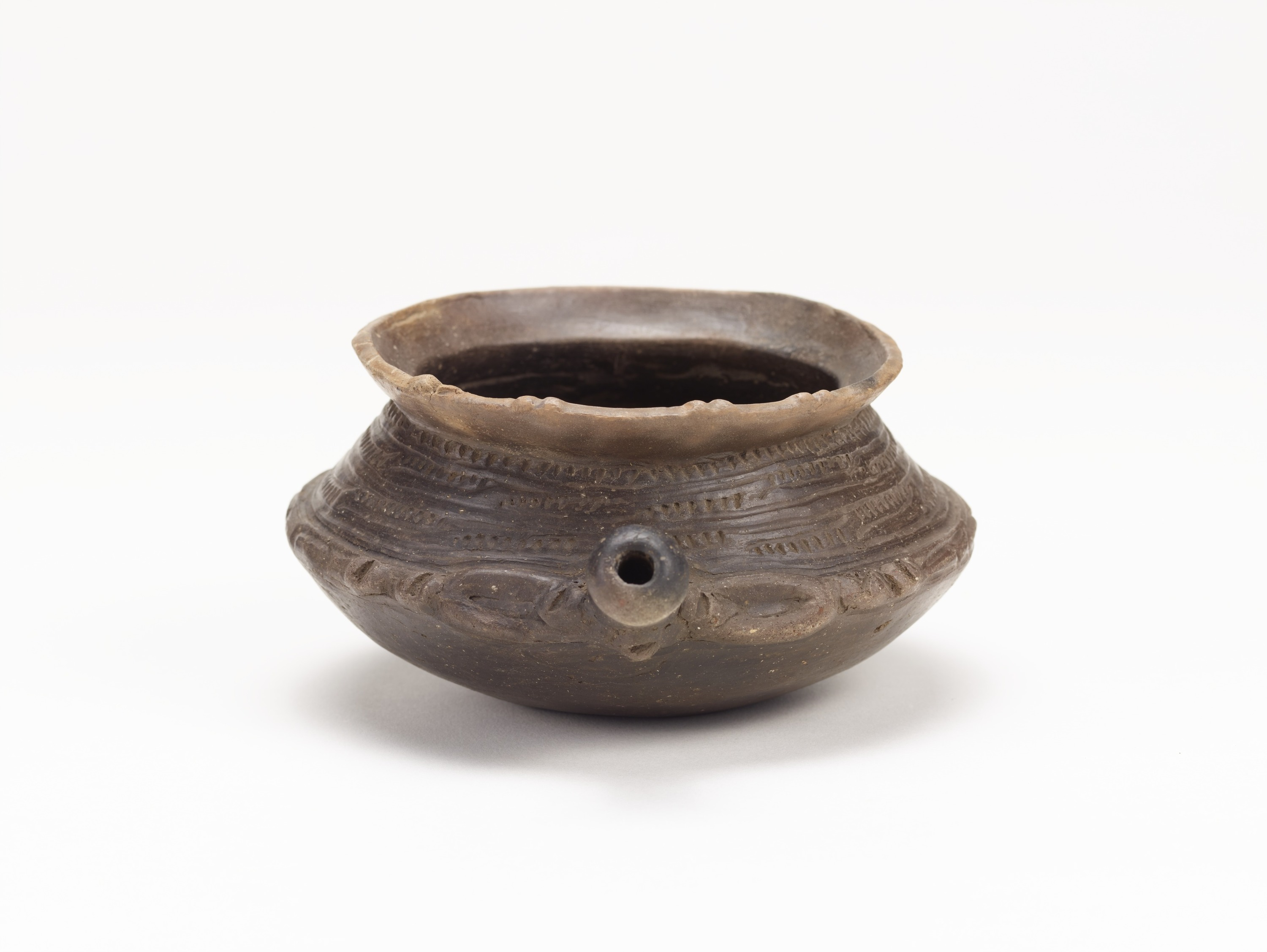
注口土器
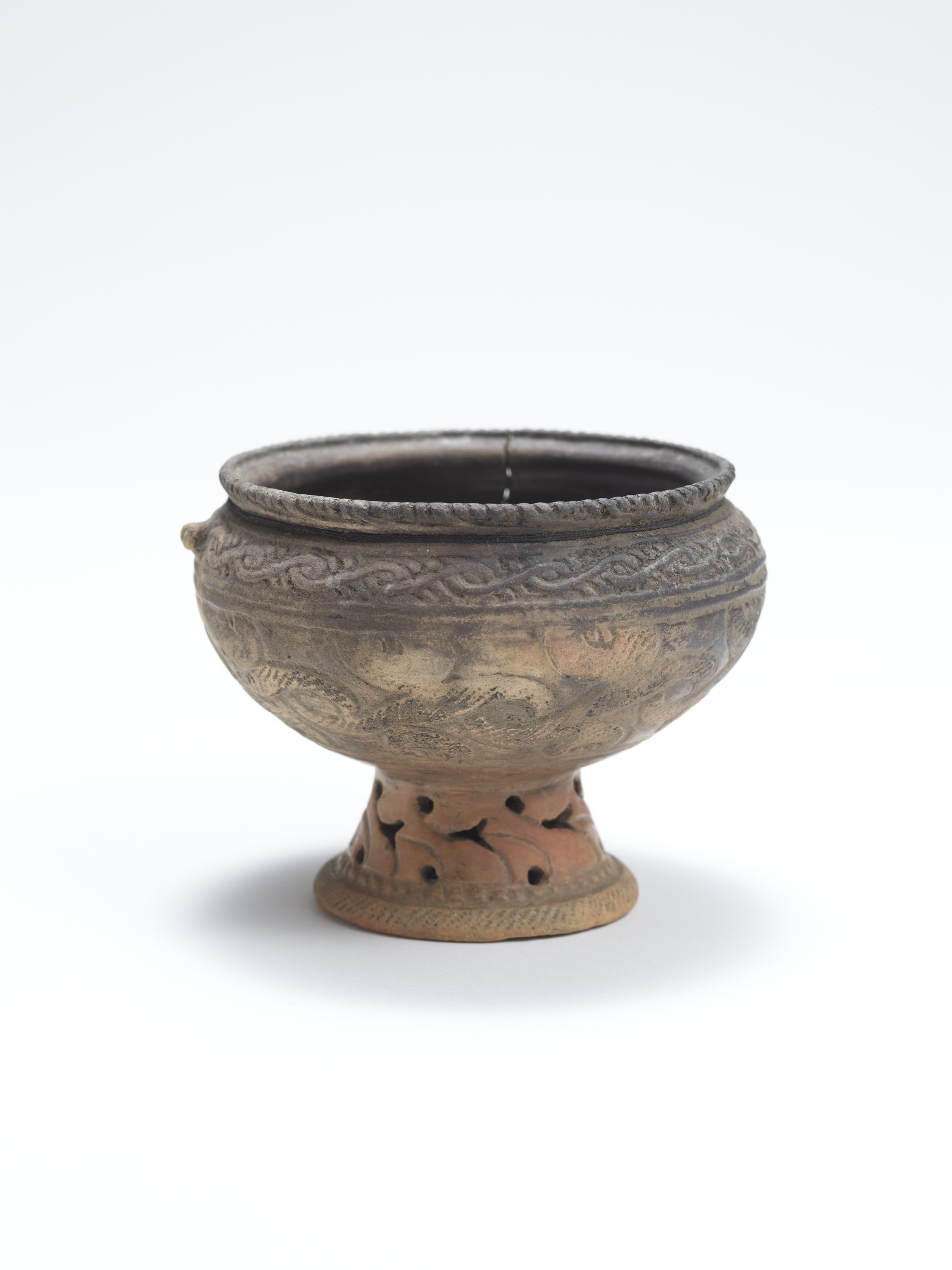
台付鉢形土器
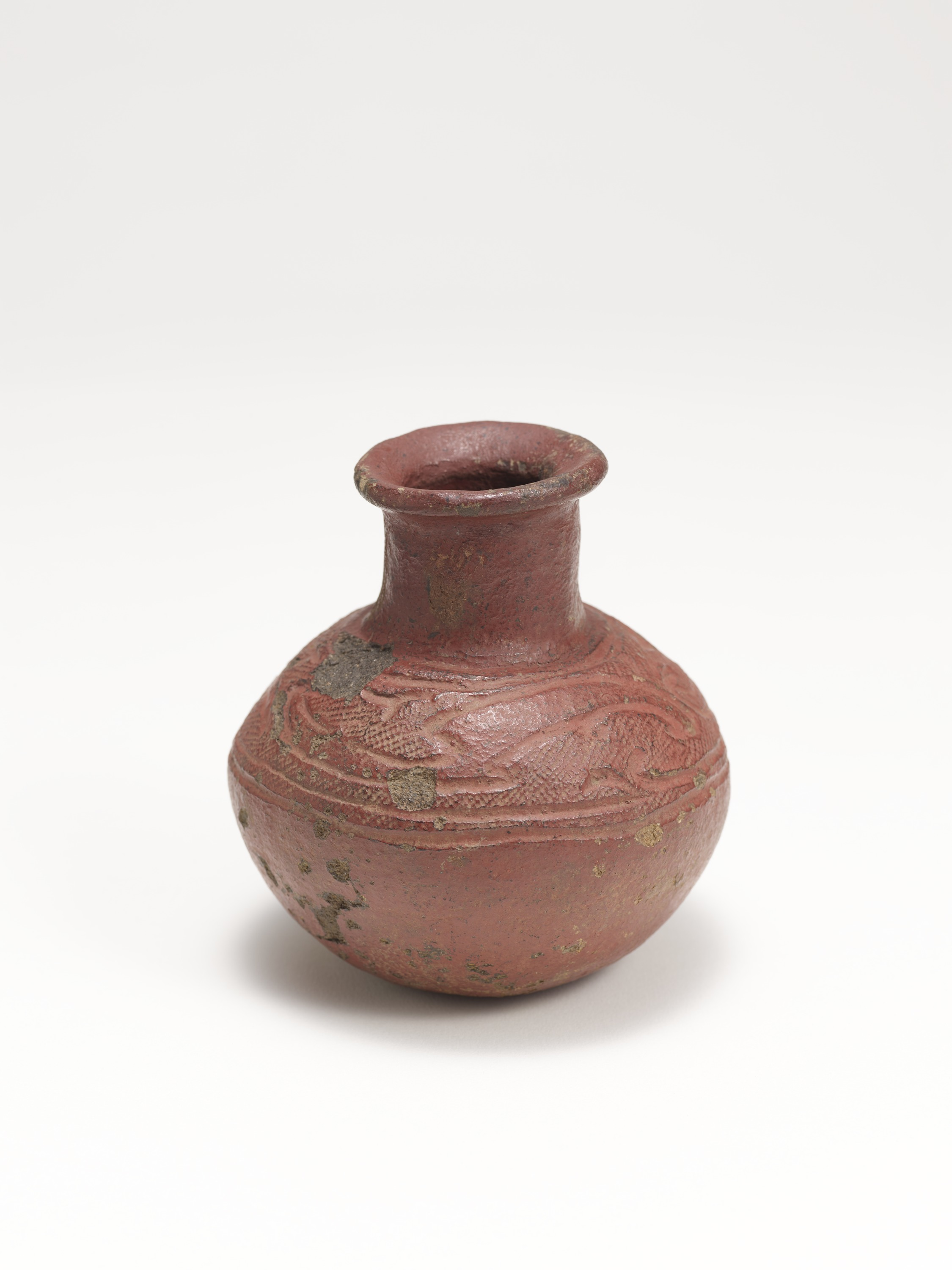
壺形土器
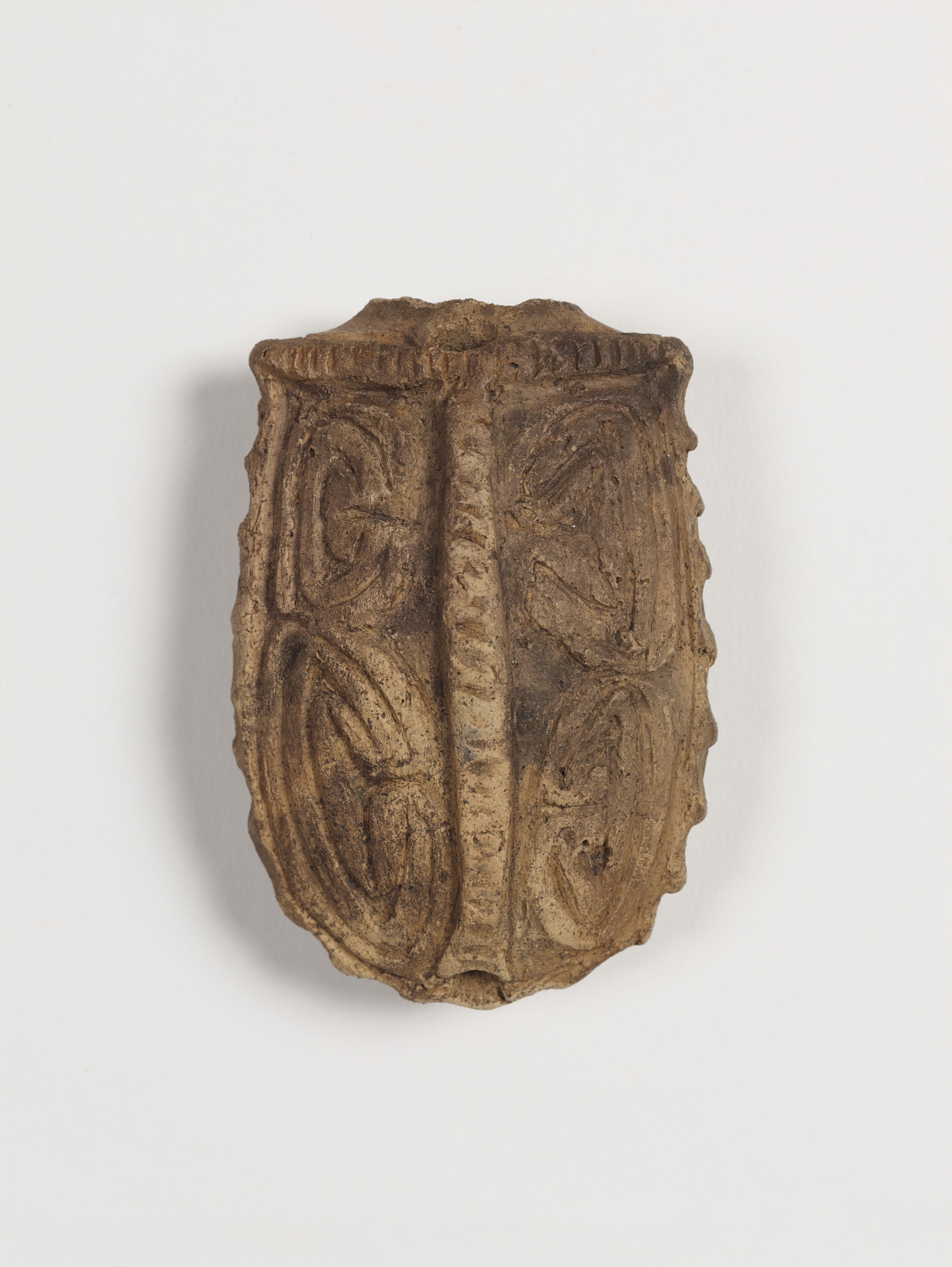
亀形土製品
土版
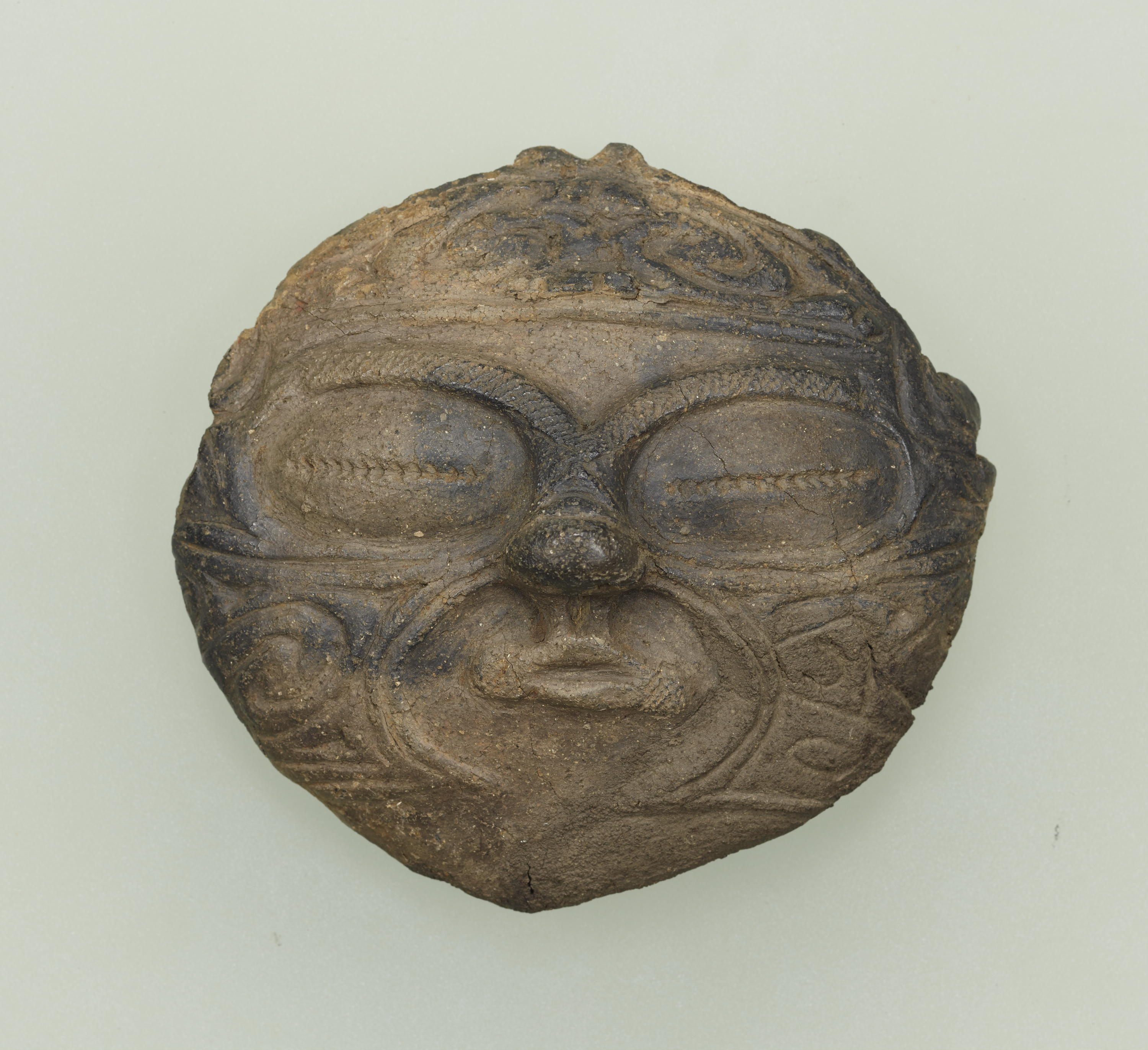
土面
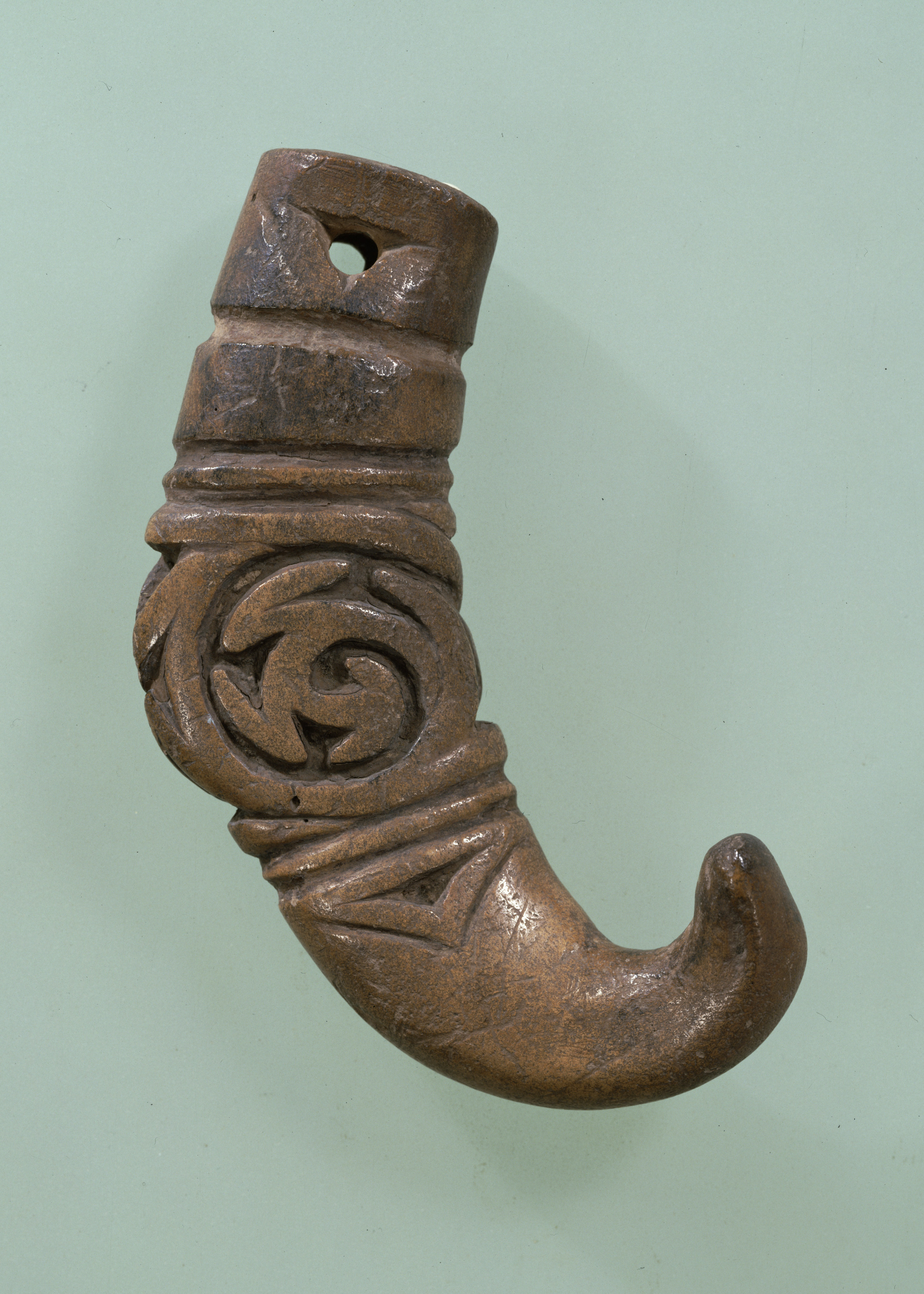
鹿角製腰飾

## 生業

### 食料生産
亀ヶ岡文化での石器や骨格器は縄文後期と同じであり、食料生産もほぼ変わりなかったと考えられている。ただし晩期後半の副葬品に漆塗り弓や石鏃やみられることや、後期後葉に銛先の発達がみられており、弓矢漁や刺突漁業の発展を推測する説もある。また古人骨から抽出されたコラーゲンの炭素・窒素同位体比分析から、亀ヶ岡文化ではドングリなどの植物と海生魚類の両方からタンパク質を摂取していたと推測されている。主要な集落は概ね5から6キロメートルの間隔で分布しており、工藤竹久（1993年）は食料獲得領域を半径3キロメートル程度と推測している。
植物利用については堅果類を貯蔵した穴が確認されており、関東地方と同様に縄文中期のクリ利用に加えて後期にはドングリ類も利用されるようになったと考えられている。またプラント・オパールの調査により、クリやトチノキなどの林を人為的に管理していた可能性が指摘されている。いっぽうで栽培植物の利用については議論がわかれている。従来からヒエ・ダイズ・キビなどの穀物の存在が指摘されていたが、土器圧痕の研究手法の深化により否定されるケースが相次いでいる。

### 集落

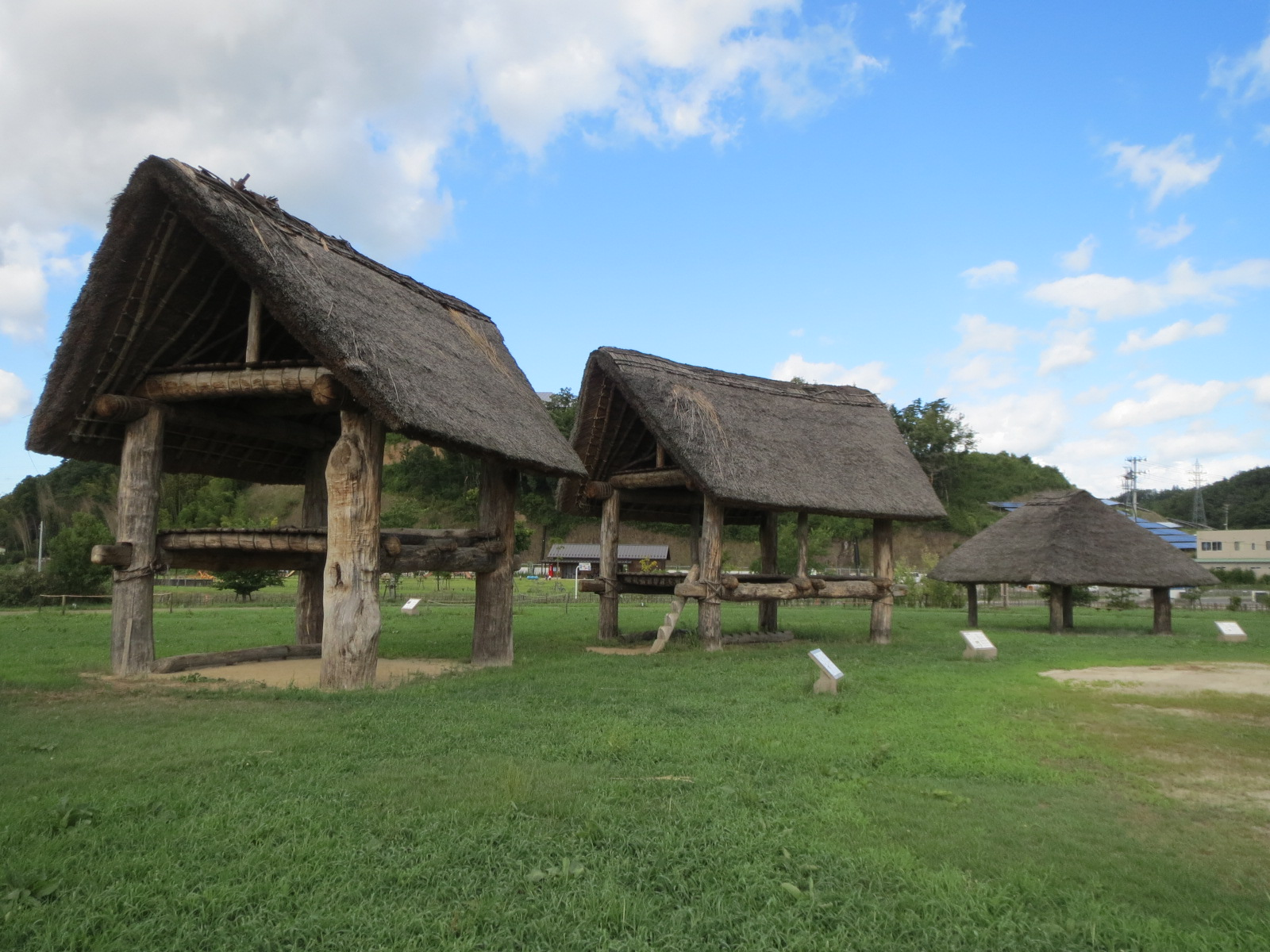
宮里遺跡の掘立柱建物（復元）

縄文中期以降、寒冷化により日本列島での人口は減少し、縄文晩期には東北地方と九州地方に文化的中心が移った。小山修三（1984年）は、縄文晩期の東北地方の人口密度を1平方キロメートルあたり0.6人とし、もっとも人口密度が高かったとしている。ただし東北地方においても人口は減少していた。
亀ヶ岡文化の集落は1から3棟程度の小規模な集落とするのが通説であったが、福島市宮畑遺跡や青森市上野尻遺跡などで大規模な環状集落が発見された。また建物の種別では、竪穴建物が減少するとともに掘立柱建物が増加する傾向がある。掘立柱建物の増加については、住居が竪穴建物から平地建物へ変化したとする説と、倉庫や祭祀施設などの住居以外の施設だったとする説があるが結論には至っていない。

### 墳墓

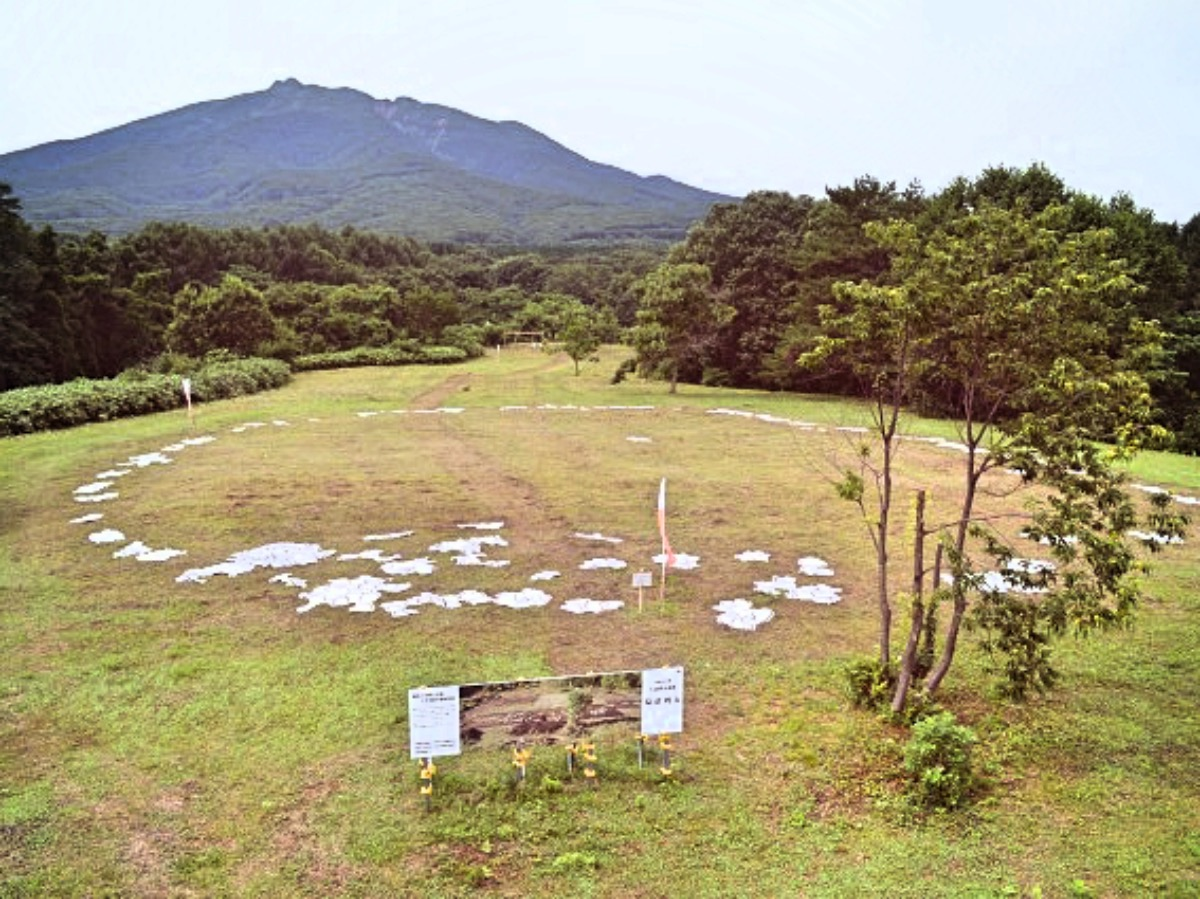
大森勝山遺跡

弘前市大森勝山遺跡では大型環状列石が出土しており、縄文後期に北海道南部に展開した十腰内文化の影響が推定されている。また晩期前葉から中葉にかけては、集落とは離れた場所に集団墓地を営むことがあり、その規模から主要集落と周辺集落が結びついた社会を形成していた可能性が指摘されている。
亀ヶ岡文化の墳墓は盛土を伴う土坑墓を主体とするが、子供用とみられる土器棺墓も確認されている。また、副葬品を伴う墓と伴わない墓があることから、世襲制により固定化された階層化社会を推定する説もある。